# Cis schwenkei
Cis schwenkei es una especie de coleóptero de la familia Ciidae.

## Distribución geográfica
Habita en Guam.